# 吉田修平
吉田 修平(よしだ しゅうへい、1964年 - )は、日本の実業家、経営者。株式会社ソニー・インタラクティブエンタテインメントインディーズ イニシアチブ代表。PlayStationにおけるインディーゲームデベロッパーの発掘と育成を支援する。

## 経歴
- 1986年に京都大学経済学部を卒業後、株式会社ソニーに入社[1]。在籍中にカリフォルニア大学ロサンゼルス校（UCLA）へ留学、MBAを取得[2]。
- 1993年に株式会社ソニー・コンピュータエンタテインメントの業務部に配属。
- 2000年にソニー・コンピュータエンタテインメントアメリカのバイスプレジデントに就任。
- 2007年にSCEワールドワイド・スタジオ USスタジオのシニアバイスプレジデントに就任。
- 2008年5月16日にSCEワールドワイド・スタジオのプレジデントに就任。
- 2019年11月7日にソニー・インタラクティブエンタテインメント インディーズ イニシアチブ代表に就任[3]。
- 2023年3月16日、長年のインディーズゲームの支援が評価されて英国アカデミー賞 フェローシップ賞を受賞した[4]。
- 2025年1月、SIEを退職[1][5]。

## 人物
1986年、株式会社Sonyに入社し、新ビジネスのサポートチーム要員として、社長直属の部署である経営戦略本部へと配属される。この当時について、「ソニーは海外で仕事をするのにいい会社だと思ったんです。（…中略…）当時のソニーはビジネスの8割以上が海外だったので、海外に行ける可能性が高いだろうと考えていました」と述懐した。1993年2月、久夛良木健のPlayStationチームに参加すると、製品のプロトタイプを用いたアプローチをかけるが、3DCGに特化している点をゲームに3Dは使えないといった無理解から難航する。同年8月、アーケードゲーム『バーチャファイター』の発表を受け、「3DCGで格闘ゲームがこんなにすごいことになるのか」という好反応から、3Dのゲーム企画・開発が進む中で、PSへの期待も高まった。
上記、PlayStation開発時には、当時既に「女神転生シリーズ」（アトラス）の開発で知られていた岡田耕始の元にも出向いており、岡田の2022年のインタビューにおいて、当時を振り返った発言が残る。吉田が岡田の元を訪れたのは、『真・女神転生if...』（スーパーファミコン用、アトラス、1994年）を開発中のことであり、この時の吉田から「メガテンが大好きだから、ぜひPlayStationに出してほしい」との言を受けて、「ペルソナシリーズ」第1作目となる『女神異聞録ペルソナ』（PlayStation用、アトラス、1996年）を開発したのだという。